# Quarkkäulchen

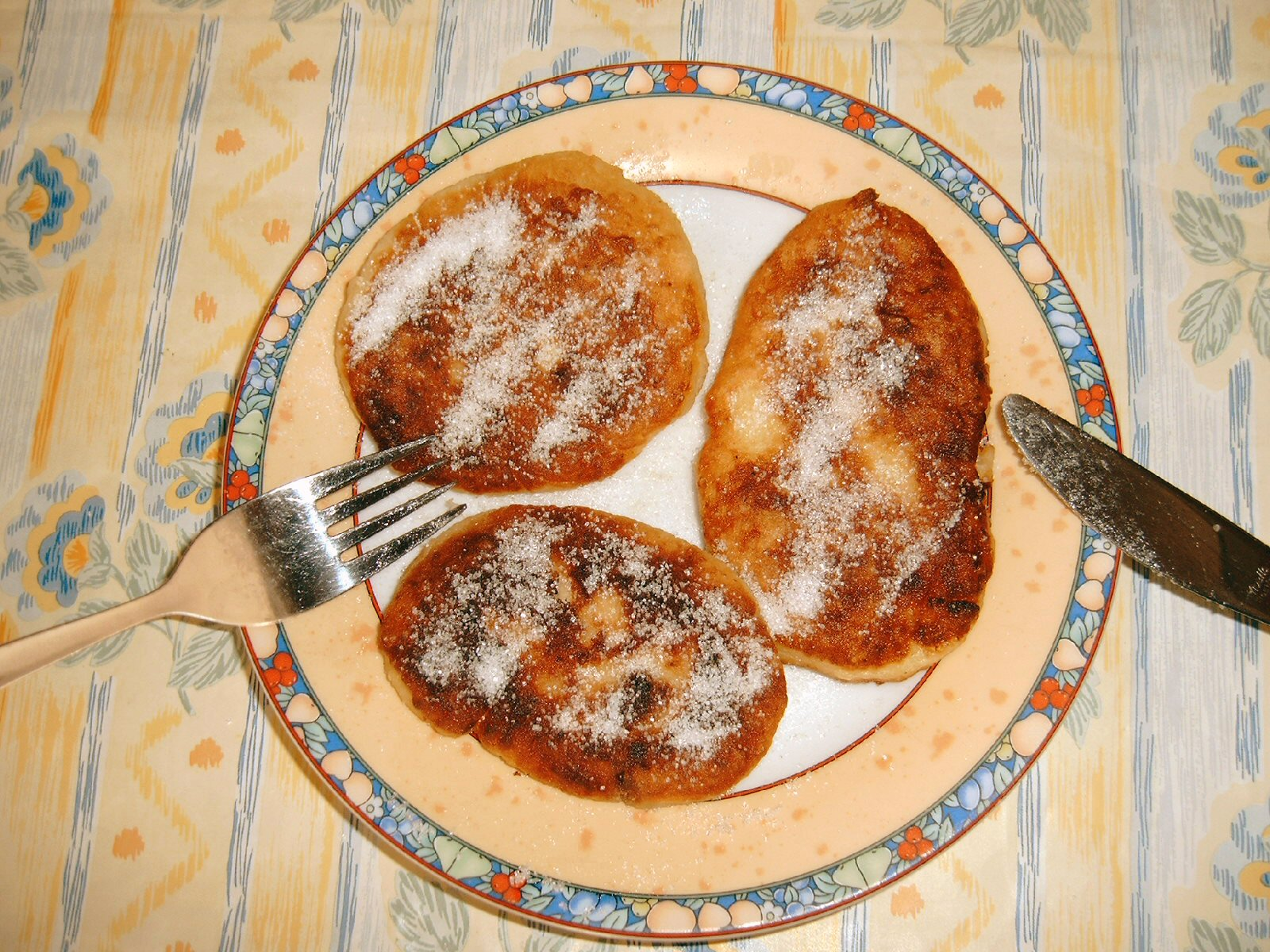
Quarkkäulchen mit Zucker bestreut

Quarkkäulchen (von mitteldeutsch Kaule „Kugel“) oder Quarkkeulchen, vogtländisch als Gebackene Kließ oder Quarkkließle bezeichnet, sind flache, in der Pfanne gebratene Klößchen aus Quarkteig, die in Form und Größe flachen Frikadellen ähneln.

## Zubereitung
Der Teig der sächsischen Süßspeise besteht aus geriebenen Pellkartoffeln und magerem Quark, sowie Eiern und Mehl. Das Verhältnis von Kartoffeln zu Quark variiert von Rezept zu Rezept recht stark (z. B. 3:1, 7:5, 4:3 oder gar 1:1), dabei gilt: je mehr Mehl durch Kartoffeln ersetzt wird, desto lockerer wird der Teig. Gewürzt wird der Teig mit Zucker und Zimt und abgeriebener Zitronenschale oder Zitronensaft. Zur Verfeinerung können Rosinen zugegeben werden, die zuvor wahlweise in braunen Rum eingelegt wurden. Aus dem Teig werden bis zu 1 cm dicke Frikadellen geformt, welche in heißem Fett beidseitig goldbraun gebraten werden.

## Beilagen und Verwendung

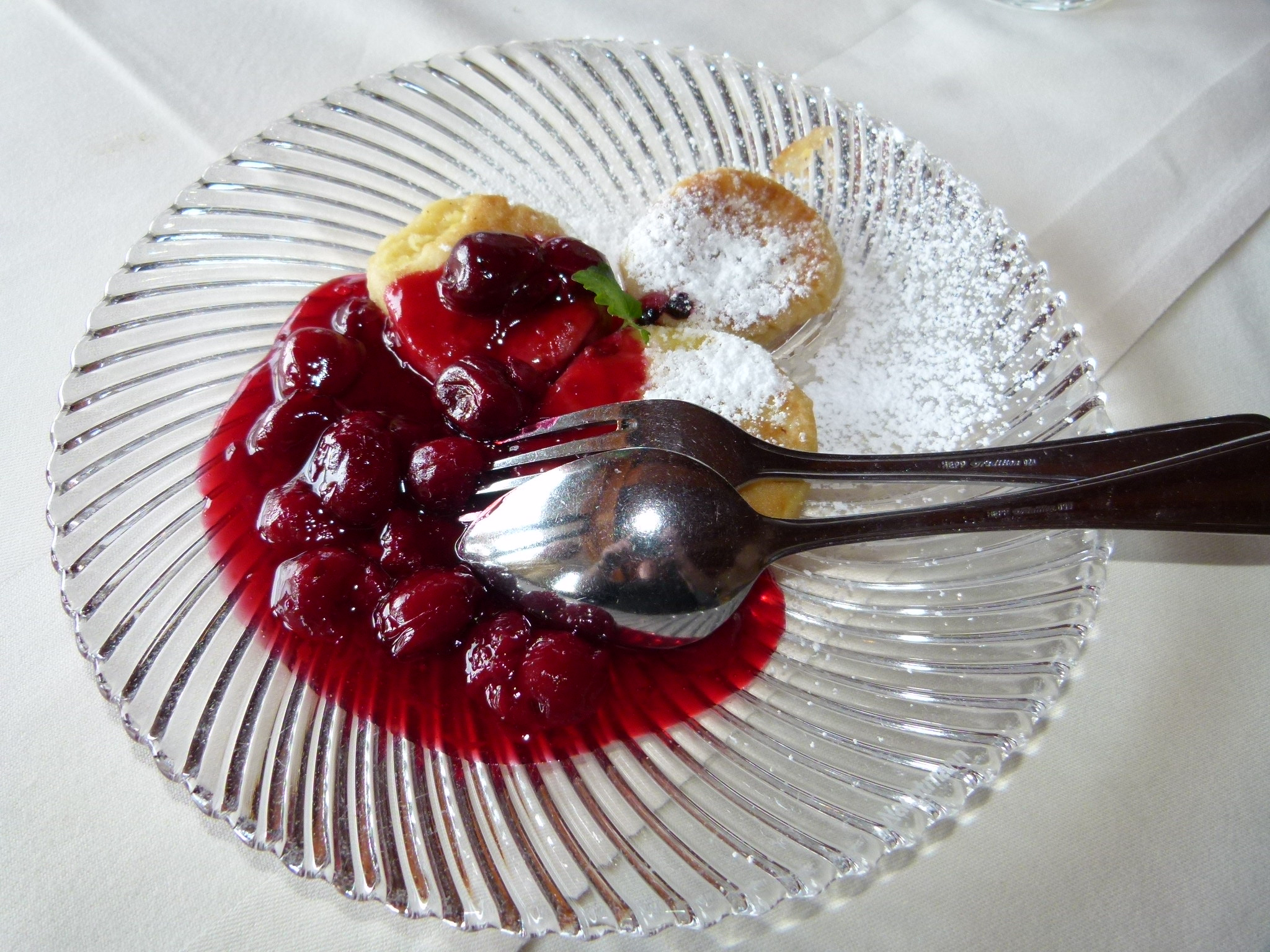
Quarkkäulchen mit Puderzucker und heißen Sauerkirschen

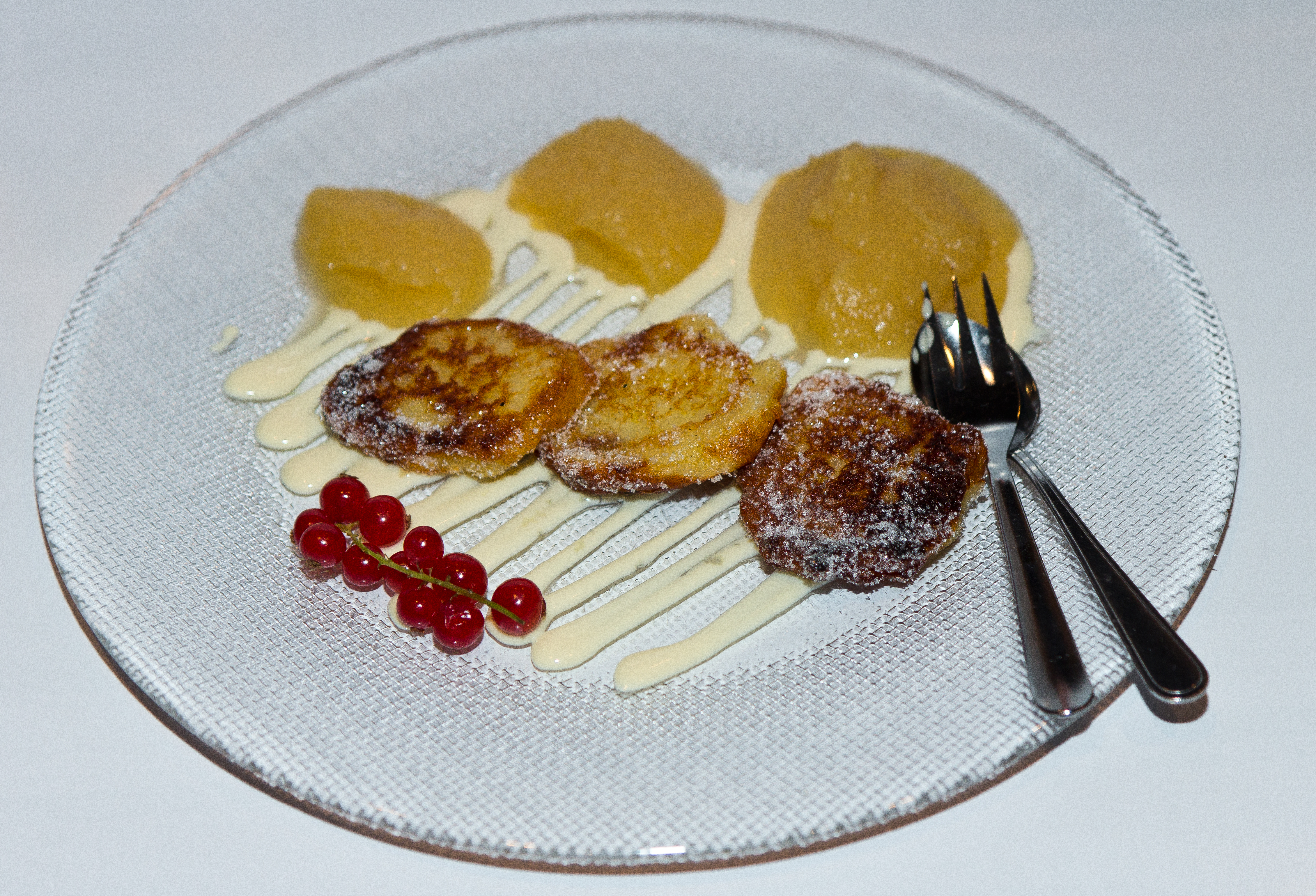
Quarkkäulchen mit Apfelmus, Vanillesauce und Zucker

Noch warm mit Zimtzucker bestreut werden die Käulchen mit Kompott serviert. Meist gibt es Apfelmus dazu, in einigen Regionen Sachsens auch Pflaumenmus. Als Nachtisch werden sie oft mit Puderzucker, Vanilleeis und pürierten Früchten angerichtet. Zu Kaffee, Tee oder Kakao werden sie kalt gegessen.

## Herzhafte Quarkkäulchen
Der herzhaften Variante der Quarkkäulchen werden anstelle von Zucker und Rosinen der Quarkmasse klein geschnittene „harte Wurst“ oder ausgebratene Speckwürfel zugesetzt. Gewürzt wird der Teig mit Paprika oder Pfeffer.

## Ähnliche Gerichte ohne Kartoffeln
Quarkbratlinge, Quarkplinsen oder Quarkpuffer bestehen aus Teig ohne Kartoffeln: hier wird der Quark mit Milch und Eiern, Mehl und Stärkemehl verrührt. Der Teig wird mit Salz, gehacktem Kümmel, Schnittlauch und einer kleinen Zwiebel kräftig abgeschmeckt. Die goldbraun gebratenen Bratlinge werden anschließend mit Kräutern bestreut und mit grünem Salat serviert. Süß abgeschmeckt werden auch sie mit gedünsteten Früchten aufgetragen.
Quarkklöße werden nicht gebraten, sondern in Salzwasser ziehen gelassen. Der Teig der Quarkknödel wird mit geriebener Semmel und Grieß verrührt, Altenburger Quarkfladen mit Mehl, geriebener Semmel und Käse.